# Мария де Люксембург

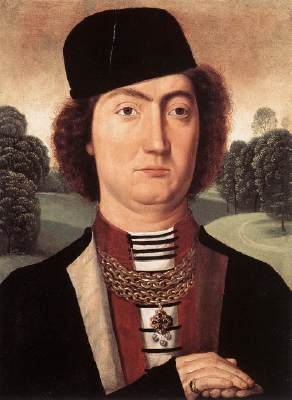
Портрет Жака Савойского, написанный одним из учеников Мемлинга

О королеве Франции см. Мария Люксембургская
Мария де Люксембург (фр. Marie de Luxembourg; ок. 1472 — 1 апреля 1547) — одна из самых богатых наследниц Франции конца XV века, графиня де Сен-Поль, де Суассон, де Марль и де Линьи, дочь Пьера II де Люксембурга и Маргариты Савойской (дочери герцога Людовика Савойского и Анны Кипрской).

## Биография
Поскольку её братья умерли в младенчестве, Мария рассматривалась как завидная невеста и предназначалась в жёны родному дяде, Жаку Савойскому, графу де Ромону, владетелю Ваадта. Сестру же её выдали за молодого внука герцога Клевского. У сестры детей не было, а единственная дочь Марии и Жака не оставила потомства от брака с графом Нассау-Дилленбургским.
После смерти Жака в мужья Марии был выбран Франсуа де Бурбон, граф де Вандом — принц крови, представитель младшей ветви дома Бурбонов. По случаю этого брака (1487 год) Люксембургам были возвращены имения, конфискованные при казни её деда, коннетабля де Сен-Поля. Брак с Марией позволил Вандомам существенно расширить свой земельный надел. Её приданое включало сеньории Конде и Энгиен, которые дадут название младшим ветвям этого рода.
От брака с графом Вандомским у Марии Люксембургской было пятеро детей:
- Карл IV де Бурбон (1490—1527), 1-й герцог Вандомский.
- Франсуа I де Бурбон (1491—1545), граф де Сен-Поль, 1-й герцог Эстутвильский.
- Луи де Бурбон, архиепископ Сансский (1493—1557), кардинал Римской католической церкви.
- Антуанетта де Бурбон (1493—1583), жена герцога Клода де Гиза.
- Луиза де Бурбон (1495—1575), настоятельница аббатства Фонтевро.

Мария овдовела во второй раз в 1495 году. Она жила преимущественно в Вандоме, управляя им от имени своего сына и внука. Её правнучка Мария Стюарт при жизни графини де Сен-Поль (в честь которой она получила своё имя) взошла на престол Шотландии, а внуки — Бурбоны и Гизы — открыто враждовали друг с другом. Мария по мере своих сил пыталась примирить их, а в 1529 году вместе с Луизой Савойской и своим сыном, кардиналом де Бурбоном, подготовила т. н. Дамский мир.